# Gonomyia (Gonomyia) tristylata
Gonomyia (Gonomyia) tristylata is een tweevleugelige uit de familie steltmuggen (Limoniidae). De soort komt voor in het Palearctisch gebied.